# Scackleton
Scackleton – wieś w Anglii, w hrabstwie North Yorkshire, w dystrykcie (unitary authority) North Yorkshire. Leży 22 km na północ od miasta York i 299 km na północ od Londynu.